# Адела ще не вечеряла
Адела ще не вечеряла (чеськ. Adéla ještě nevečeřela) — чехословацька пародійна комедія 1977 року режисера Олдржиха Ліпського.

## Виробництво
Головний герой — пародія на детектива Ніка Картера з американських бульварних романів. Більшість вуличних сцен було знято навколо Праги, включно з головним залізничним вокзалом Праги, готелем «Париж», Градчанами, Летним парком і Конопіште. Хижу рослину та анімаційні сцени створив чеський художник-сюрреаліст Ян Шванкмаєр.

## Сюжет
На рубежі ХІХ-ХХ століття графиня Тун попросила відомого нью-йоркського детектива Ніка Картера приїхати до Праги, щоб допомогти розкрити дивну справу про зниклу собаку. Картеру допомагає комісар поліції Праги Ледвіна. Загадкові випадки вбивств трапляються під час досліджень, які проводить злісний ботанік барон фон Крацмар та його хижа рослина Адела. Фон Крацмар викрадав своїх жертв, зв'язував їх і щоразу, коли він включав на граммофоні мелодію «Schlafe, mein Prinzchen», Адела прокидаоася та вечеряла бранцями. Барон фон Крацмар вважав себе недооціненим генієм і хотів помститися одному зі своїх колишніх професорів. Він називав себе «Садівником» — відомим злочинцем, який, на думку Ніка Картера, загинув у болотах багато років тому. За допомогою химерних винаходів Ледвіну та Картеру вдається зловити фон Крацмара та доставити його правоохоронним органам.

## Актори
| Актор                | Роль                              |
| -------------------- | --------------------------------- |
| Міхал Дочоломанський | Нік Картер                        |
| Рудольф Грушинський  | Комісар Йозеф Ледвіна             |
| Мілош Копецький      | Барон Рупперт фон Крацмар         |
| Ладіслав Пешек       | Професор біології Альбін Бочек    |
| Надя Конвалінкова    | Квєтушка, онука Бочека            |
| Вацлав Лохніський    | Дворецький Крацмара               |
| Квета Фіалова        | Графиня Тун                       |
| Ольга Шоберова       | Карін                             |
| Мартін Ружек         | Директор поліції Франц фон Кауніц |
| Карел Еффа           | Злочинець                         |
| Франтішек Нємец      | Нік Картер (голос)                |
| Лібуше Швормова      | Карін (голос)                     |
| Джин Дейч            | Ларрі Матейка (голос)             |

## Нагороди та номінації
- 1980: Премія «Сатурн» за найкращий іноземний фільм
- 1980: номінація на премію «Сатурн» за найкращий фантастичний фільм